# 1987–1988-as bajnokcsapatok Európa-kupája
A bajnokcsapatok Európa-kupája 33. szezonja. A kupát végül a holland PSV Eindhoven csapata nyerte tizenegyesekkel az SL Benfica ellen.

## Eredmények

### 1. forduló
| 1. csapat        | Össz. | 2. csapat        | 1. mérk. | 2. mérk. |
| ---------------- | ----- | ---------------- | -------- | -------- |
| Neuchâtel Xamax  | 6–2   | Kuusysi          | 5–0      | 1–2      |
| Bayern München   | 5–0   | CSZKA Szófia     | 4–0      | 1–0      |
| Real Madrid      | 3–1   | Napoli           | 2–0      | 1–1      |
| FC Porto         | 6–0   | Vardar           | 3–0      | 3–0      |
| Lillestrøm       | 5–3   | Linfield         | 1–1      | 4–2      |
| Bordeaux         | 4–0   | Dynamo Berlin    | 2–0      | 2–0      |
| Rapid Wien       | 7–0   | Ħamrun Spartans  | 6–0      | 1–0      |
| PSV Eindhoven    | 3–2   | Galatasaray      | 3–0      | 0–2      |
| Steaua București | 4–2   | MTK-VM           | 4–0      | 0–2      |
| Shamrock Rovers  | 0–1   | Omonia           | 0–1      | 0–0      |
| Gyinamo Kijev    | 1–2   | Rangers          | 1–0      | 0–2      |
| Olimbiakósz      | 2–3   | Górnik Zabrze    | 1–1      | 1–2      |
| AGF Aarhus       | 4–2   | Jeunesse Esch    | 4–1      | 0–1      |
| SL Benfica       | 4–01  | Partizani Tirana | 4–0      |          |
| Fram             | 0–10  | Sparta Praha     | 0–2      | 0–8      |
| Malmö FF         | 1–2   | Anderlecht       | 0–1      | 1–1      |

1 Az UEFA kizárta a Partizani Tirana csapatát a visszavágóról, így a SL Benfica az első mérkőzés után továbbjutott.

### Nyolcaddöntő
| 1. csapat        | Össz. | 2. csapat      | 1. mérk. | 2. mérk. |
| ---------------- | ----- | -------------- | -------- | -------- |
| Neuchâtel Xamax  | 2–3   | Bayern München | 2–1      | 0–2      |
| Real Madrid      | 4–2   | FC Porto       | 2–1      | 2–1      |
| Lillestrøm       | 0–1   | Bordeaux       | 0–0      | 0–1      |
| Rapid Wien       | 1–4   | PSV Eindhoven  | 1–2      | 0–2      |
| Steaua București | 5–1   | Omonia         | 3–1      | 2–0      |
| Rangers          | 4–2   | Górnik Zabrze  | 3–1      | 1–1      |
| AGF Aarhus       | 0–1   | SL Benfica     | 0–0      | 0–1      |
| Sparta Praha     | 1–3   | Anderlecht     | 1–2      | 0–1      |

### Negyeddöntő
| 1. csapat        | Össz. | 2. csapat     | 1. mérk. | 2. mérk. |
| ---------------- | ----- | ------------- | -------- | -------- |
| Bayern München   | 3–4   | Real Madrid   | 3–2      | 0–2      |
| Bordeaux         | 1–11  | PSV Eindhoven | 1–1      | 0–0      |
| Steaua București | 3–2   | Rangers       | 2–0      | 1–2      |
| SL Benfica       | 2–1   | Anderlecht    | 2–0      | 0–1      |

1 A PSV Eindhoven csapata jutott tovább, idegenben lőtt góllal.

### Elődöntő
| 1. csapat        | Össz. | 2. csapat     | 1. mérk. | 2. mérk. |
| ---------------- | ----- | ------------- | -------- | -------- |
| Real Madrid      | 1–11  | PSV Eindhoven | 1–1      | 0–0      |
| Steaua București | 0–2   | SL Benfica    | 0–0      | 0–2      |

1 A PSV Eindhoven csapata jutott be a döntőbe, idegenben lőtt góllal.

### Döntő
| 1988. május 25. | PSV Eindhoven | 0 – 0 | SL Benfica | Neckarstadion, Stuttgart Nézőszám: 70,000 Játékvezető: Agnolin (Olaszország) |
| 1988. május 25. | (0 – 0)       |       |            | Neckarstadion, Stuttgart Nézőszám: 70,000 Játékvezető: Agnolin (Olaszország) |

|                                              |       | 11-esekkel                            |  |
| Koeman Kieft Nielsen Vanenburg Lerby Janssen | 6 – 5 | Elzo Dito Hajiri Pacheco Mozer Veloso |  |

| Az 1987–88-as bajnokcsapatok Európa-kupájának győztese |
| PSV Eindhoven 1. cím                                   |
| ← 1986–87 FC Porto                                     |
| AC Milan 1988–89 →                                     |